# Chvalkovice (Morávia do Sul)
Chvalkovice é uma comuna checa localizada na região de Morávia do Sul, distrito de Vyškov.